# L'Amour Toujours
L'Amour Toujours är det tredje studioalbumet av den italienska DJ:n Gigi D'Agostino. Albumet släpptes 21 augusti 1999 och anses av många vara det mest kända av hans album.
Albumet innehåller en samling av 23 låtar uppdelade i två CD-skivor med titlarna "Chansons for the Heart" och "Beats for the Feet".  Den första CD:n är mer melodisk och har bäst kommersiell framgång, den andra CD:n kännetecknas av mycket mer undergroundtoner tillägnad klubbmusik. Albumet sålde bland annat platina i Italien.

## Låtlista

### Enkelutgåva
1. Another Way - 6:03
2. L'Amour Toujours (I'll Fly With You) - 6:56
3. Elisir - 5:34
4. The Riddle - 4:45
5. La Passion (Medley med Rectangle) - 7:35
6. The Way - 6:42 (ursprungligen av Fastball)
7. Star - 5:21
8. L'Amour - 3:31
9. Music - 6:51
10. Rectangle - 4:58
11. Bla Bla Bla - 4:14
12. Bla Bla Bla (Dark Mix) - 5:37

### Bonusversion

#### CD 1 - Chansons for the Heart
1. Another Way - 6:03
2. L'Amour Toujours - 6:57
3. Elisir - 5:34
4. The Riddle - 4:45
5. La Passion - 7:36
6. The Way - 6:43
7. Star - 5:24
8. Bla Bla Bla (Drammentenza Mix) - 6:23
9. L'Amour - 3:32
10. Music - 6:53
11. Passion - 5:00 (namngiven som "Rectangle" i enkelutgåvan)
12. Bla Bla Bla - 4:15

#### CD 2 - Beats for the Feet
1. La Danse - 4:54
2. Movimento - 4:54
3. La Marche Electronique - 5:17
4. Cuba Libre - 4:42
5. My Dimension - 6:37
6. The Riddle (Instrumental) - 4:07
7. Tekno Jam - 9:50
8. Coca e Avana - 3:19
9. Bla Bla Bla (Dark Mix) - 5:39
10. Electro Message - 3:52
11. Fly - 5:15